# Catharina Johanna Baert
Catharina Johanna Baert (Alkmaar, 2 oktober 1677 – aldaar, 24 november 1749) was het oudste kind van Johan Jacobsz. Baert, burgemeester van de Noord-Hollandse plaats Alkmaar, en Catharina Jacob (1653-1715).
Catharina was een telg uit het geslacht Baert en werd geboren op 2 oktober 1677 in Alkmaar, in de toenmalige Republiek der Zeven Verenigde Nederlanden, op 3 oktober 1677 is zij gedoopt in de Grote of Sint-Laurenskerk (Alkmaar). Op 24 november 1749 is zij ongehuwd overleden waarna zij op 2 december 1749 begraven is in deze kerk. 
Na haar dood is in 1750 het avondmaalszilver (afbeelding) aan de kerk geschonken dat daar thans, na restauratie weer pronkt. Op het zilverwerk staat beschreven: "ter gedachtenis aan Ionkvrouw C.I. Baert AO 1749, gestorven den 24 november" en het is getooid met het wapen van Baert op een ruitvormig schild, onder een kroon en tussen twee gekruiste palmtakken.